# Dante Leverock
Dante Leverock (Paget, Bermudas, 11 de abril de 1992) es un jugador de fútbol profesional bermudeño que juega como defensa y su club es el Dandy Town Hornets de la Liga Premier de Bermudas. Es internacional con la selección de Bermudas.

## Carrera

### Clubes
Leverock jugó para el equipo local Dandy Town Hornets antes de unirse a Bermuda Hogges en la USL en el verano de 2011. En agosto de 2012, Leverock obtuvo una beca en el St. Mary's University College en Londres, dejando a Dandy Town Hornets nuevamente esta vez por el equipo inglés Staines Town en el proceso. Después de sufrir una lesión, se mudó a Leatherhead en 2013. En el invierno de 2014/15, Leverock entrenó con Baltimore Blast antes de unirse a Harrisburg City Islanders para la temporada 2015.
En 2018, Leverock firmó con JK Narva Trans, un club de fútbol profesional en Estonia, que compite en la división más alta del fútbol estonio. Durante su primer mes, Leverock fue nombrado por Premium Liiga Soccernet.ee como parte de los mejores once jugadores para el mes de marzo.
En 2019 firmó con Sligo Rovers.
| Club                      | País           | Año       | Partidos | Goles |
| ------------------------- | -------------- | --------- | -------- | ----- |
| Dandy Town Hornets        | Bermudas       | 2010      | 0        | 0     |
| Bermuda Hogges            | Bermudas       | 2011      | 2        | 0     |
| Staines Town              | Inglaterra     | 2012-2013 | 0        | 0     |
| Leatherhead               | Inglaterra     | 2013-2015 | 0        | 0     |
| Harrisburg City Islanders | Estados Unidos | 2015-2016 | 41       | 4     |
| Ilkeston                  | Inglaterra     | 2017-2018 | 19       | 0     |
| JK Narva Trans            | Estonia        | 2018-2019 | 34       | 8     |
| Sligo Rovers              | Irlanda        | 2019-2020 | 22       | 4     |
| Radomiak Radom            | Polonia        | 2020      |          |       |
| Robin Hood F. C.          | Bermudas       | 2020-2023 |          |       |
| Dandy Town Hornets        | Bermudas       | 2023-     |          |       |

### Selección nacional
Leverock recibió su primer llamado internacional para Bermudas el 8 de marzo de 2015 en un partido amistoso contra Granada. Hasta la actualidad ha disputado un total de 30 partidos y ha marcado 6 goles. Ha representado a su país en 4 procesos de clasificación para la Copa Mundial, además de la primera Copa de Oro de la Concacaf en la historia de Bermudas y en la reciente Liga de Naciones de la Concacaf 2019-20.

#### Goles internacionales
| #  | Fecha                   | Lugar                                                | Oponente     | Gol  | Resultado | Competición                                                      |
| -- | ----------------------- | ---------------------------------------------------- | ------------ | ---- | --------- | ---------------------------------------------------------------- |
| 1. | 25 de marzo de 2015     | Estadio Thomas Robinson, Nassau, Bahamas             | Bahamas      | 1–0  | 5–0       | Clasificación de Concacaf para la Copa Mundial de Fútbol de 2018 |
| 2. | 12 de octubre de 2018   | Estadio nacional de las Bermudas, Hamilton, Bermudas | Sint Maarten | 10–0 | 12–0      | Clasificación para la Liga de Naciones Concacaf 2019-20          |
| 3. | 16 de junio de 2019     | Estadio Nacional de Costa Rica, San José, Costa Rica | Haití        | 1–0  | 1-2       | Copa de Oro de la Concacaf 2019                                  |
| 4. | 19 de noviembre de 2019 | Estadio Nemesio Díez, Toluca, México                 | México       | 1–0  | 1–2       | Liga de Naciones de la Concacaf 2019-20                          |